# Deutsch-ház
A nagyváradi Deutsch-ház műemlék épület Romániában, Bihar megyében. A romániai műemlékek jegyzékében a BH-II-m-B-01029 sorszámon szerepel.

## Története
Deutsch Károly Ignác szecessziós oromzatú lámpa-, üveg- és porcelánkereskedése nagyváradi Zöldfa utca 4. szám alatt épült 1906–1910 között. (Korábban, 1888-tól a 2. szám alatt volt az üzlet egy id. Rimanóczy Kálmán tervezte épületben.) Az 1970-es években, az épület felújításakor statikai okokból az egész épületet elbontották, csak az eredeti utcai homlokzatot hagyták meg. Az új ház vasbeton szerkezettel készült. A színes homlokzati díszek nagy részét is újraöntötték, ám a festés idővel kifakult. Jelenlegi egy bank található itt.